# 小宮山慎二
小宮山 慎二（こみやま しんじ、1985年11月26日 - ）は、神奈川県厚木市出身の元プロ野球選手（捕手）。

## 経歴

### プロ入り前
横浜隼人高校時代には全国大会と無縁であったが、捕球から二塁までの送球タイムが1.9秒を切るほどの強肩にNPB球団のスカウトが注目。2003年のドラフト会議で阪神タイガースから5巡目で指名され、契約金3000万円、年俸440万円（金額は推定）という条件で入団した。横浜隼人高校出身者として初のプロ野球選手で、入団当初の背番号は「60」。

### プロ入り後
入団1年目の2004年から2006年までは二軍生活に終始したが、2006年にはフレッシュオールスターゲームに出場した。
2007年には、シーズン終盤の10月2日に、入団後初めて一軍へ昇格。チームがクライマックスシリーズへの出場を決めた翌日の昇格で、翌3日の対東京ヤクルトスワローズ戦（明治神宮野球場）では代打として一軍公式戦へのデビューを果たしたが、この打席で空振り三振を喫しただけでシーズンを終えた。この三振は最多セーブのタイトルがかかっていた藤川球児にセーブの機会を与えるため、点を取らないよう監督の岡田彰布が出した指示によるものであった。
2008年には、ウエスタン・リーグ公式戦22試合に出場。1試合だけ一塁手に起用されたほか、入団以来の課題であった打撃面でも、プロ入り後初めて打率が2割を超えた。一軍の公式戦では、8月3日の対横浜ベイスターズ戦（横浜スタジアム）で途中から捕手に起用されると、9回表の打席で適時打を放ち、初安打・初打点を記録した。
2009年には、ウエスタン・リーグ公式戦59試合に出場。打率.216、捕手としての守備率.988を記録したが、一軍公式戦への出場機会がなかった。
2010年は、5月に一軍へ昇格すると、一軍公式戦10試合に出場。打率.250、2打点を記録した。一軍の正捕手だった矢野燿大がこの年限りで現役を引退したことを機に、矢野から背番号「39」を継承した。
2011年には、矢野に代わって前年から正捕手となった城島健司が故障で戦線を離れたことから、6月18日にシーズン初の出場選手登録。これを機に、藤井彰人に次ぐ2番手捕手として一軍に定着した。一軍公式戦には38試合に出場。シーズン終盤には、藤井に代わってスタメン出場する試合も相次いだ。シーズン終了後の11月24日に、一般女性との結婚を発表。
2012年には、藤井との併用を前提に、プロ入り後初めてレギュラーシーズンを一軍でスタート。4月10日の対広島東洋カープ戦（マツダスタジアム）では、先発出場の藤井が2回表の打席で顔面に死球を受けて退場したため、その裏の守備から急遽出場した。以降は、5月4日に藤井が一軍へ復帰するまで、大半の試合でスタメンを任されていた。同月7日にいったん出場選手登録を抹消されたが、藤井が右足の大腿部を故障したことから6月6日に再登録。その直後に北海道日本ハムファイターズから今成亮太が移籍してからは、今成と併用された。このシーズンは一軍公式戦にキャリア最多の72試合に出場し、通算の盗塁阻止率は.500で、セ・パ両リーグの最終守備規定試合数を満たした捕手では最も高く、9月26日の対ヤクルト戦（明治神宮野球場）では赤川克紀から一軍公式戦初本塁打を放った。その一方で7月3日に松山市の坊っちゃんスタジアムで行われた広島東洋戦では、3-2で9回表2アウトまで迎えながらランナー2・3塁。後1ストライクで試合終了という状況で梵英心を空振り三振に抑えたものの、榎田大樹の変化球を一塁ベンチ方向に逸らしてしまった。
2013年には、オリックス・バファローズの正捕手だった日高剛の加入や、清水誉の台頭などを背景に、一軍公式戦での出場試合数が14試合に減少。2014年には、横浜から鶴岡一成が移籍したことや、新人の梅野隆太郎が一軍に定着したことで、一軍公式戦への出場機会がなかった。2015年には、一軍公式戦10試合に出場。
2016年には、岡﨑太一、梅野、原口文仁などの捕手陣が活躍したあおりを受ける格好で、一軍公式戦への出場が1試合にとどまった。シーズン終了後、背番号を「59」に変更。
梅野が一軍の正捕手に定着した2017年以降は、一軍公式戦への出場機会がなく、2019年にはシーズン中の8月28日に腰椎から椎間板を摘出する手術を受けた。手術後はリハビリに専念していたが、2019年10月2日に球団から戦力外通告を受け、「現役を続けるには熱量が足りない」と引退を決断した。12月2日付で、NPBから自由契約選手として公示。

### 現役引退後
2020年シーズンからは、阪神のブルペン捕手に転身した。
2025年からは人事異動でスコアラー兼アナリストに転身した。

## 詳細情報

### 年度別打撃成績
| 年 度    | 球 団    | 試 合 | 打 席 | 打 数 | 得 点 | 安 打 | 二 塁 打 | 三 塁 打 | 本 塁 打 | 塁 打 | 打 点 | 盗 塁 | 盗 塁 死 | 犠 打 | 犠 飛 | 四 球 | 敬 遠 | 死 球 | 三 振 | 併 殺 打 | 打 率 | 出 塁 率 | 長 打 率 | O P S |
| -------- | -------- | ----- | ----- | ----- | ----- | ----- | -------- | -------- | -------- | ----- | ----- | ----- | -------- | ----- | ----- | ----- | ----- | ----- | ----- | -------- | ----- | -------- | -------- | ----- |
| 2007     | 阪神     | 1     | 1     | 1     | 0     | 0     | 0        | 0        | 0        | 0     | 0     | 0     | 0        | 0     | 0     | 0     | 0     | 0     | 1     | 0        | .000  | .000     | .000     | .000  |
| 2008     | 阪神     | 3     | 1     | 1     | 0     | 1     | 0        | 0        | 0        | 1     | 1     | 0     | 0        | 0     | 0     | 0     | 0     | 0     | 0     | 0        | 1.000 | 1.000    | 1.000    | 2.000 |
| 2010     | 阪神     | 10    | 5     | 4     | 0     | 1     | 1        | 0        | 0        | 2     | 2     | 0     | 0        | 0     | 0     | 1     | 0     | 0     | 1     | 1        | .250  | .400     | .500     | .900  |
| 2011     | 阪神     | 38    | 56    | 53    | 6     | 11    | 2        | 0        | 0        | 13    | 1     | 0     | 0        | 1     | 1     | 0     | 0     | 1     | 15    | 2        | .208  | .218     | .245     | .463  |
| 2012     | 阪神     | 72    | 171   | 149   | 6     | 22    | 1        | 0        | 1        | 26    | 4     | 0     | 0        | 9     | 0     | 11    | 2     | 2     | 32    | 4        | .148  | .216     | .174     | .390  |
| 2013     | 阪神     | 14    | 12    | 12    | 0     | 2     | 0        | 0        | 0        | 2     | 0     | 0     | 0        | 0     | 0     | 0     | 0     | 0     | 2     | 0        | .167  | .167     | .167     | .333  |
| 2015     | 阪神     | 10    | 6     | 6     | 0     | 0     | 0        | 0        | 0        | 0     | 0     | 0     | 0        | 0     | 0     | 0     | 0     | 0     | 1     | 0        | .000  | .000     | .000     | .000  |
| 2016     | 阪神     | 1     | 0     | 0     | 0     | 0     | 0        | 0        | 0        | 0     | 0     | 0     | 0        | 0     | 0     | 0     | 0     | 0     | 0     | 0        | ----  | ----     | ----     | ----  |
| NPB：8年 | NPB：8年 | 149   | 252   | 226   | 12    | 37    | 4        | 0        | 1        | 44    | 8     | 0     | 0        | 10    | 1     | 12    | 2     | 3     | 52    | 7        | .164  | .215     | .195     | .410  |

### 年度別守備成績
| 年 度 | 球 団 | 捕手  | 捕手  | 捕手  | 捕手  | 捕手  | 捕手     | 捕手  | 捕手     | 捕手     | 捕手     | 捕手     |
| 年 度 | 球 団 | 試 合 | 刺 殺 | 補 殺 | 失 策 | 併 殺 | 守 備 率 | 捕 逸 | 企 図 数 | 許 盗 塁 | 盗 塁 刺 | 阻 止 率 |
| ----- | ----- | ----- | ----- | ----- | ----- | ----- | -------- | ----- | -------- | -------- | -------- | -------- |
| 2008  | 阪神  | 3     | 3     | 0     | 0     | 0     | 1.000    | 0     | 0        | 0        | 0        | .---     |
| 2010  | 阪神  | 10    | 19    | 1     | 0     | 0     | 1.000    | 0     | 0        | 0        | 0        | .---     |
| 2011  | 阪神  | 36    | 131   | 16    | 1     | 0     | .993     | 1     | 3        | 2        | 1        | .333     |
| 2012  | 阪神  | 72    | 371   | 51    | 1     | 6     | .998     | 3     | 44       | 22       | 22       | .500     |
| 2013  | 阪神  | 12    | 26    | 4     | 0     | 0     | 1.000    | 0     | 4        | 2        | 2        | .500     |
| 2015  | 阪神  | 8     | 18    | 1     | 0     | 0     | 1.000    | 1     | 2        | 2        | 0        | .000     |
| 2016  | 阪神  | 1     | 1     | 0     | 0     | 0     | 1.000    | 0     | 0        | 0        | 0        | .000     |
| 通算  | 通算  | 142   | 569   | 73    | 2     | 6     | .997     | 5     | 53       | 28       | 25       | .472     |

### 記録
初記録
- 初出場：2007年10月3日、対東京ヤクルトスワローズ24回戦（明治神宮野球場）、9回表に久保田智之の代打として出場
- 初打席：同上、9回表に館山昌平の前に空振り三振
- 初安打・初打点：2008年8月3日、対横浜ベイスターズ12回戦（横浜スタジアム）、9回表に横山道哉から右前適時打
- 初先発出場：2011年9月29日、対東京ヤクルトスワローズ19回戦（明治神宮野球場）、8番・捕手として先発出場
- 初猛打賞：2012年6月16日、対千葉ロッテマリーンズ3回戦（QVCマリンフィールド）、9回表に中郷大樹から左前安打で達成
- 初本塁打：2012年9月26日、対東京ヤクルトスワローズ21回戦（明治神宮野球場）、7回表に赤川克紀から左越ソロ

その他の記録
- シーズン盗塁阻止率.500 （2012年） ※史上11人目（22度目）

### 背番号
- 60 （2004年 - 2010年）
- 39 （2011年 - 2016年）
- 59 （2017年 - 2019年）
- 116 （2020年 - 2024年）

### 登場曲
- 「Somewhere I Belong」Linkin Park（2004年）
- 「Hey Ya!」OutKast（2005年）
- 「スーパーヒーロー」ASIAENGINEER（2006年）
- 「RISKY」ASIAN2（2007年）
- 「HANABI」いきものがかり（2008年）
- 「All I Want」The Offspring（2009年 - 2010年）
- 「Rude Boy」Rihanna（2011年）
- 「Danza Kuduro Feat. Lucenzo（英語版）」Don Omar（2012年）
- 「Yeah Yeah」Willy Moon（2013年）
- 「How I Feel」Flo Rida（2014年 - 2015年）
- 「ここから」WANIMA（2016年 - 2019年）